# Школьникова, Мария Александровна
Школьникова Мария Александровна (род. 1958 г., Москва) — ведущий детский кардиолог России, известный ученый и организатор медицинской науки, доктор медицинских наук, профессор.
Главный детский кардиолог Минздрава России, Почетный президент Всероссийской общественной организации «Ассоциация детских кардиологов России» (АДКР), объединившей более 2000 членов из более, чем 80 регионов РФ; Национальный представитель России в Европейской ассоциации детских кардиологов (AEPC); член правления Всероссийского Общества аритмологов (ВНОА); член Европейского общества кардиологов (ESC), Член Совета Национальной Медицинской Палаты.
Директор Научно-исследовательского клинического института педиатрии и детской хирургии имени академика Ю. Е. Вельтищева ФГАОУ ВО РНИМУ им. Н. И. Пирогова (с февраля 2014 по ноябрь 2016), с ноября 2016 г. по сентябрь 2022 г. — научный руководитель Института. Руководитель федерального детского научно-практического центра нарушений сердечного ритма Министерства здравоохранения Российской Федерации (с 1996 года). Член редколлегий 5 педиатрических, 3 кардиологических и 3 терапевтических журналов.

## Биография
Родилась в 1958 году в городе Москва. Отец — Александр Дмитриевич Дубровин, полковник Российской армии, кандидат технических наук. Мать — Римма Васильевна Ленская, профессор, организатор и руководитель первой в СССР лаборатории диагностики детских лейкозов на кафедре педиатрии Научно-исследовательского института детской гематологии (НИИДГ) МЗ РФ (заведующая кафедрой — Кисляк Н.С, член-корр. РАМН, профессор).
В 1982 году закончила педиатрический факультет 2-й Московский ордена Ленина государственный медицинский институт имени Пирогова (ныне — РГМУ имени Н.И.Пирогова Минздрава России), затем прошла обучение в клинической ординатуре по педиатрии этого же ВУЗа.
В 1987 году закончила очную аспирантуру Московского НИИ педиатрии и детской хирургии Минздрава РФ (сейчас НИКИ педиатрии и детской хирургии имени академика Ю.Е. Вельтищева ФГАОУ ВО РНИМУ им. Н.И. Пирогова Минздрава России).
В 1987 году успешно защитила кандидатскую диссертацию на тему «Характеристика клинико-патогенетических вариантов хронической непароксизмальной тахикардии у детей и подходы к рациональной терапии» (руководитель профессор Белоконь Н.А.) по специальности «Педиатрия».
В 1993 году успешно защитила докторскую диссертацию на тему «Прогнозирование риска развития жизнеугрожаемых состояний и внезапной смерти при нарушениях сердечного ритма у детей, принципы профилактики» (консультант академик Ю.Е. Вельтищев).
С 1987 года по настоящее время непрерывно работает в НИКИ педиатрии и детской хирургии имени академика Ю.Е. Вельтищева ФГАОУ ВО РНИМУ им. Н.И. Пирогова Минздрава России, пройдя путь от младшего научного сотрудника Института до главного научного сотрудника, руководителя Федерального детского научно-практического центра нарушений сердечного ритма, директора, научного руководителя Института.

## Профессиональные и научные достижения
Под руководством М. А. Школьниковой защищены 18 кандидатских и 3 докторские диссертации, опубликовано более 390 печатных работ, 16 монографий и 40 глав в монографиях, 33 методических рекомендаций Минздрава РФ и Департамента здравоохранения Москвы.
В течение более 30 лет профессор Школьникова М. А. проводит фундаментальные и прикладные научные исследования по изучению патофизиологических механизмов, особенностей клинического течения, разработке методов лечения и критериев прогноза нарушений ритма сердца у детей, развивает функционально-диагностическое направление в педиатрии. Проводимые ею исследования в области факторов и маркеров риска развития внезапной сердечной смерти и жизнеугрожающих аритмий у детей получили широкое признание как в России, так и на международном уровне, легли в основу новых эффективных высокотехнологичных методов диагностики и лечения.
Под руководством М. А. Школьниковой в Российской Федерации внедрены молекулярно-генетические исследования детей с жизнеопасными аритмиями и членов их семей, что позволило установить генетические варианты наследственной патологии, сопряженной с высоким риском внезапной смерти. Ею разработаны и внедрены новые эффективные методы терапевтического лечения и профилактики жизнеугрожающих тахиаритмий и брадиаритмий у детей и лиц молодого возраста (синдрома удлиненного интервала Q-T, катехоламинэргической желудочковой тахикардий, синдрома слабости синусового узла, хронических суправентрикулярных тахикардий), методы профилактики синдрома внезапной смерти детей грудного возраста. Разработаны показания к кардиохирургической коррекции нарушений ритма у детей, критерии риска кардиогенных приступов потери сознания и внезапной сердечной смерти; создана высоко эффективная в плане профилактики внезапной сердечной смерти система мониторинга факторов риска у детей с нарушениями ритма сердца; разработан и внедрен алгоритм семейного обследования и наблюдения в случаях наследственных форм жизнеугрожающих аритмий. Внедрение этих методов диагностики и лечения позволило более чем в 10 раз снизить смертность детей с жизнеопасными аритмиями.
В область научных интересов М. А. Школьниковой входит эпидемиология сердечно-сосудистых заболеваний. Ей впервые предложено применение метода холтеровского мониторирования ЭКГ в популяционных исследованиях взрослого населения. В ходе международного исследования подтверждено значение данного метода для выявления ранних маркеров риска общей и сердечно-сосудистой смертности в популяции 55+.
Под руководством М. А. Школьниковой выполнено первое в стране клинико-эпидемиологическое исследование «ЭКГ-скрининг детей Российской Федерации», по данным которого разработаны нормы электрокардиографии для детей различных возрастных групп, проведен анализ распространенности маркеров сердечно-сосудистой патологии у детей в популяции.
Индекс Хирша М. А. Школьниковой — 29.

## Научные труды
Монографии
- Синкопальные состояния у детей. Под ред. Школьниковой М. А., Ковалева И. А., Леонтьевой И. В. М.: Издательство ООО «Мегаполис», 2016—460 с. URL: http://www.cardio-rus.ru/selected.php
- Руководство по легочной гипертензии у детей. Под ред. Бокерии Л. А., Горбачевского С. В., Школьниковой М. А. Москва, 2013—416 с. URL: http://patrick-book.ru/rukovodstvo-po-legochnoy-gipertenzi
- Диагностика и лечение нарушений ритма и проводимости сердца у детей. Под ред. Школьниковой М. А., Егорова Д. Ф. Санкт-Петербург, 2012—432 с. URL: http://patrick-book.ru/shkolnikova-m.a.,-egorov-d.f.-pod-r
- ЭКГ детей и подростков. Редактор перевода проф. Школьникова М. А. (Херман Гутхайль и Ангелика Линдингер), перевод с нем. Москва, 2012—256 с.
- Клинические рекомендации по детской кардиологии и ревматологии. Под ред. Школьниковой М. А., Алексеевой Е. И. Москва, 2011—512 с. URL: https://web.archive.org/web/20170609144319/http://www.studfiles.ru/preview/6128365/
- Нормативные параметры ЭКГ у детей и подростков. Под ред. Школьниковой М. А., Миклашевич И. М., Калинина Л. А. Москва, 2010—232 с. URL: http://www.spr-journal.ru/sc5/shop/normativnye-parametry-ekg-u-detey-i-podrostkov/
- Аритмии у детей. Атлас электрокардиограмм. Под ред. проф. Школьниковой М. А., М.: Медпрактика, 2006—148 с. URL: http://www.cardio-rus.ru/selected.php
- Анализ электрокардиограмм в популяционных исследованиях у детей. Школьникова М. А., Макаров Л. М., Шальнова С. А. и соавт. М.: Медпрактика, 2004 — 85 с. URL: http://www.booksmed.com/kardiologiya/2811-analiz-elektrokardiogramm-v-populyacionnyh-issledovaniyah-u-detey-shkolnikova.html
- Синдром внезапной смерти детей грудного возраста. Школьникова М. А., Кравцова Л. А. Москва, 2004 — 32 с. URL: http://www.cardio-rus.ru/doc/book_CBCM.pdf (недоступная+ссылка)
- Метаболизм магния и терапевтическое значение его препаратов. Школьникова М. А., Чупрова С. Н., Калинин Л. А., Березницкая В. В., Абдулатимпова ИВ. Пособие для врачей. М.: Медпрактика, 2002 — 32 с. URL: http://www.cardio-rus.ru/selected.php
- Физиология и патология сердечно-сосудистой системы у детей первого года жизни. Под редакцией Школьниковой М. А., Кравцовой Л. А. М.: Медпрактика, 2002—160 с. URL: http://patrick-book.ru/shkolnikova_m.a.,_kravcovova_l.a._p
- Синдром удлиненного интервала QT. Под ред. проф. Школьниковой М. А. М.: Медпрактика, 2001—127 с. URL: http://www.cardio-rus.ru/doc/book_LQTS.pdf (недоступная+ссылка)
- Диагностика и лечение жизнеугрожающих нарушений сердечного ритма в детском возрасте. Школьникова М. А. Лекция для врачей. Москва, 2001 — 76 с. URL: https://elibrary.ru/item.asp?id=22993482
- Жизнеугрожающие аритмии у детей. Школьникова М. А. М.: Нефтяник,1999 — 299 с. URL: http://patrick-book.ru/shkolnikova-m.a.-zhizneugrozhayusch

Избранные публикации
- СИНДРОМЫ АНДЕРСЕНА-ТАВИЛА, ТИМОТИ, ДЖЕРВЕЛЛА-ЛАНГЕ-НИЛЬСЕНА: ПОЛИОРГАННАЯ ПАТОЛОГИЯ С ВЫСОКИМ РИСКОМ ВНЕЗАПНОЙ СЕРДЕЧНОЙ СМЕРТИ. Беляева М. М., Ильдарова Р. А., Школьникова М. А. Педиатрия. Журнал им. Г. Н. Сперанского. 2016. Т. 95. № 3. С. 80-86. URL: http://pediatriajournal.ru/files/upload/mags/352/2016_3_4624.pdf
- RESPONSE TO LETTERS REGARDING ARTICLE, «CLINICAL MANAGEMENT OF CATECHOLAMINERGIC POLYMORPHIC VENTRICULAR TACHYCARDIA: THE ROLE OF LEFT CARDIAC SYMPATHETIC DENERVATION». De Ferrari G.M., Dusi V., Spazzolini C., Schwartz P.J., Bos J.M., Ackerman M.J., Abrams D.J., Berul C.I., Crotti L., Eldar M., Khoury A., Krahn A.D., Odero A., Paul T., RosésI Noguer F., Shkolnikova M., Till J., Wilde A.A.M. Circulation. 2016. Т. 133. № 4. С. e366-e367. URL: http://circ.ahajournals.org/content/133/4/e366
- CLINICAL MANAGEMENT OF CATECHOLAMINERGIC POLYMORPHIC VENTRICULAR TACHYCARDIA THE ROLE OF LEFT CARDIAC SYMPATHETIC DENERVATION. De Ferrari G.M., Dusi V., Odero A., Spazzolini C., Crotti L., Schwartz P.J., Bos J.M., Moir C.R., Ackerman M.J., Abrams D.J., Berul C.I., Davis A.M., Eldar M., Kharlap M., Khoury A., Krahn A.D., Leenhardt A., Nordkamp L.O., Wilde A.A.M., Paul T., Shkolnikova M. et al. Circulation. 2015. Т. 131. № 25. P. 2185—2193. URL: http://circ.ahajournals.org/content/131/25/2185
- SEX DIFFERENCES IN BIOLOGICAL MARKERS OF HEALTH IN THE STUDY OF STRESS, AGING AND HEALTH IN RUSSIA. Oksuzyan A., Vaupel J.W., Shkolnikov V.M., Christensen K., Shkolnikova M. PLoS ONE. 2015. Т. 10. № 6. P. e0131691. URL: http://journals.plos.org/plosone/article?id=10.1371/journal.pone.0131691
- RECALIBRATION OF THE SCORE RISK CHART FOR THE RUSSIAN POPULATION. Jdanov D.A., Deev A.D., Jasilionis D., Shalnova S.A., Shkolnikova M.A., Shkolnikov V.M. European Journal of Epidemiology. 2014. Т. 29. № 9. P. 621—628. URL: https://link.springer.com/article/10.1007%2Fs10654-014-9947-7
- Sodium-channel blockers might contribute to the prevention of ventricular tachycardia in patients with long QT syndrome type 2: a description of 4 cases. R Ildarova, MA Shkolnikova, M Kharlap, V Bereznitskaya, L Kalinin Journal of electrocardiology. 2012. T 45 (3), P. 237—243. URL: http://www.jecgonline.com/article/S0022-0736(12)00053-2/fulltext
- ГЕНЕТИЧЕСКИ ДЕТЕРМИНИРОВАННЫЕ НАРУШЕНИЯ РИТМА СЕРДЦА. Школьникова М. А., Харлап М. С., Ильдарова Р. А. Российский кардиологический журнал. 2011. № 1 (87). С. 8-25. URL: http://russjcardiol.elpub.ru/jour/article/view/1080
- IMPLANTABLE LOOP RECORDERS IN DIAGNOSTICS OF MECHANISMS OF UNEXPLAINED SYNCOPE IN CHILDREN WITH APPARENTLY NORMAL HEART. Shkolnikova M.A., Polyakova E.B., Termosesov S.A., Vakhmistrova T.A. Journal of Electrocardiology. 2011. Т. 44. № 2. С. e19-e20. URL: http://www.jecgonline.com/article/S0022-0736(10)00676-X/fulltext
- BIOMARKERS AND CLINICAL FACTORS ASSOCIATED WITH ATRIAL FIBRILLATION IN RUSSIAN POPULATION. Platonov P.G., Shkolnikova M.A., Smith J.G., Shubik Y.V., Jdanov D., Shkolnikov V.M. European Heart Journal. 2011. Т. 32. № 7. P. 841. URL: http://spo.escardio.org/eslides/view.aspx?eevtid=48&fp=P4753
- BIOLOGICAL MECHANISMS OF DISEASE AND DEATH IN MOSCOW: RATIONALE AND DESIGN OF THE SURVEY ON STRESS AGING AND HEALTH IN RUSSIA (SAHR) Shkolnikova M., Vaupel J.W., Shalnova S., Shkolnikov V.M., Andreev E., Jdanov D., Metelskaya V., Deev A. BMC Public Health. 2009. Т. 9. P. 293. URL: https://bmcpublichealth.biomedcentral.com/articles/10.1186/1471-2458-9-293
- THE JERVELL AND LANGE-NIELSEN SYNDROME: NATURAL HISTORY, MOLECULAR BASIS, AND CLINICAL OUTCOME Schwartz P.J., Spazzolini C., Crotti L., Bathen J., Amlie J.P., Timothy K., Shkolnikova M., Berul C.I., Bitner-Glindzicz M., Toivonen L., Horie M., Schulze-Bahr E., Denjoy I. URL: https://elibrary.ru/contents.asp?issueid=576247 Circulation. 2006. Т. 113. URL: https://elibrary.ru/contents.asp?issueid=576247&selid=13516704 № 6. С. 783—790. URL: http://circ.ahajournals.org/content/early/2006/02/06/CIRCULATIONAHA.105.592899
- GENOMIC ORGANIZATION OF THE KCNQ1 K+ CHANNEL GENE AND IDENTIFICATION OF C-TERMINAL MUTATIONS IN THE LONG-QT SYNDROME Neyroud N., Vignier N., Donger C., Hainque B., Schwartz K., Guicheney P., Richard P., Demay L., Denjoy I., Chevalier P., Shkolnikova M., Pesce R., Coumel P. URL: https://elibrary.ru/contents.asp?issueid=548725 Circulation Research. 1999. Т. 84. URL: https://elibrary.ru/contents.asp?issueid=548725&selid=13324134 № 3. С. 290—297. URL: http://circres.ahajournals.org/content/84/3/290

## Почетные звания и награды
- 1988 год — Премия Ленинского Комсомола в области медицины
- 1993 год — Первая премия на Международном конгрессе по электрофизиологии и электрокардиостимуляции (Cardiostim)
- 2002 год — Премия мэрии города Москвы в области медицины за научную работу «Диагностика и лечение жизнеугрожающих аритмий и профилактика внезапной сердечной смерти у детей» (распоряжение Правительства Москвы № 945-РП)
- 2010 год — Первая премия на IX Международном конгрессе «Кардиостим 2010»
- 2012 год — Вторая премия на 38-м Всемирном конгрессе по электрокардиографии (Канада)
- 2012 год — Третья премия на IV Всероссийском съезде аритмологов
- 2013 год — Премия за лучший доклад на Европейском конгрессе кардиологов (ESC 2013), Амстердам
- 2015 год — Отличник здравоохранения
- 2019 год — Заслуженный деятель науки Российской Федерации
- 2022 год — Премия "Призвание" в номинации "За создание нового направления в медицине".
- Почетные грамоты Минздрава РФ (1991, 1998, 2000, 2022)
- Грамота Союза педиатров России за большой личный вклад в развитие детского здравоохранения в России.

## Семья и увлечения
Замужем. Имеет сына. Муж — Школьников Владимир Михайлович, известный учёный-демограф, научный руководитель Международной лаборатории исследований населения и здоровья НИУ ВШЭ, научный сотрудник лаборатории Института демографических исследований Макса Планка.